# Mamadou Doucouré
Mamadou Doucouré (Dakar, Senegal, 21 de mayo de 1998) es un futbolista francosenegalés que juega como defensa en el Borussia Mönchengladbach de la Bundesliga, máxima categoría alemana.

## Trayectoria
Realizó las divisiones juveniles en el PSG, en la temporada 2015-16 tuvo sus primeras oportunidades con la reserva del club y en una ocasión fue convocado para jugar un partido en la Ligue 1, pero no tuvo minutos.
Además, tuvieron una destacada campaña en la Liga Juvenil de la UEFA 2015-16, llegaron a la final pero cayeron ante Chelsea.
El 17 de junio de 2016 fue fichado por Borussia Mönchengladbach, firmó por 5 años con el club alemán y le fue asignada la camiseta número 29.

## Selección nacional
Mamadou ha sido internacional con la selección de Francia en la categoría sub-16, sub-17 y sub-18.
Fue convocado para disputar la ronda clasificatoria del Campeonato Europeo Sub-17 de la UEFA 2015, Francia quedó en el grupo 4 con Chipre, Inglaterra y Macedonia.
Debutó con la selección en una competición oficial el 25 de octubre de 2014 contra Macedonia, fue titular y ganaron 3 a 0. En el segundo partido, no tuvo minutos pero derrotaron 4 a 0 a Chipre. En el último partido, ya clasificados, jugaron contra Inglaterra pero perdieron, Mamadou jugó los 80 minutos. A pesar de la derrota clasificaron a la Ronda Élite como segundos de su grupo con 6 puntos, en primer lugar quedaron los ingleses que ganaron los 3 encuentros.
El 17 de diciembre jugó un partido amistoso contra Rumania, fue el único jugador que estuvo los 80 minutos en cancha por parte de Francia y ganaron 3 a 1. El 19 de febrero de 2015 jugaron otro amistoso, contra Bélgica, fue titular y ganaron 5 a 0.
Fue convocado para defender la selección en la Ronda Élite, quedaron en el grupo 1 con España, Israel y Suecia. El 20 de marzo jugó contra Israel, fue titular y ganaron 1 a 0. Su segundo partido de la ronda fue el 22 de marzo contra Suecia, jugó desde el comienzo y ganaron 7 a 1. El último partido del grupo fue contra España el 25 de marzo, jugó el encuentro completo y empataron 1 a 1. Clasificaron como primeros a la fase final del Campeonato Europeo Sub-17.
El entrenador Jean-Claude Giuntini convocó a Bilal para jugar la fase final del campeonato en Bulgaria. Francia quedó en el grupo C con Escocia, Grecia y Rusia.
Su primer rival fue Escocia, el 7 de mayo se enfrentaron, fue titular, en el minuto 47 anotó su primer gol con la selección y ganaron 5 a 0. El 10 de mayo jugaron contra Rusia, fue titular en un partido parejo, su compañero Odsonne convirtió en el minuto 50 el único gol del encuentro para lograr los 3 puntos. Ya clasificados a la siguiente fase, restaba disputar un encuentro para asegurar el primer lugar. La fase de grupos terminó el 13 de mayo contra Grecia, Doucouré jugó los 80 minutos, fue el capitán de la selección por primera vez y ganaron 1 a 0.
En cuartos de final, quedaron emparejados con Italia y se enfrentaron el 16 de mayo, fue titular y lograron un triunfo por 3 a 0. El 19 de mayo jugaron contra Bélgica la semifinal, jugó desde el comienzo, el partido finalizó 1 a 1 y fueron a penales, luego de varios fallos de ambos equipos, le quedó a su goleador Edouard el último penal y lo convirtió, por lo que clasificaron a la final del certamen europeo.
Alemania no conocía la derrota en la competición y se enfrentaron en la final el 22 de mayo ante más de 14.000 personas en el Lazur Stadium, Mamadou jugó el partido completo y triunfaron 4 a 1. Francia consiguió su segundo título como campeón de Europa Sub-17.
Francia clasificó a la Copa Mundial de Fútbol Sub-17 de 2015 con sede en Chile.
Fue convocado por Jean-Claude Giuntini para participar del Torneo Limoges Sub-18 2015, aunque fueron citados jugadores sub-17 para prepararse para la Copa Mundial de la categoría. Estados Unidos y Australia, también llevaron su plantel sub-17 para preparase pensando en el mundial, el cuadrangular lo completó la sub-19 de Stade Rennais.
El 2 de septiembre debutó en Limogés, jugó como titular contra Stade Rennais y empataron 1 a 1. El segundo encuentro, el 4 de septiembre, fue contra Estados Unidos, fue titular y empataron 0 a 0. El 6 de septiembre jugaron el último partido, estuvo todo el encuentro en cancha y derrotaron 6 a 0 a Australia. Francia finalizó el torneo con 5 puntos, y por mejor diferencia de goles se coronó campeón.
El 25 de septiembre fue confirmado por el técnico en la plantilla para participar en la Copa Mundial sub-17.
Debutó a nivel mundial el 19 de octubre de 2015, jugó como titular con el dorsal número 3 contra Nueva Zelanda, en el minuto 42 anotó su primer gol en la competición y finalmente ganaron 6 a 1. En el segundo partido del grupo, jugaron contra Paraguay, Dourouré se enfrentó por primera vez a una selección sudamericana, fue un partido parejo en el que ganaron los franceses por 4 a 3. Ya clasificados, el último partido de la primera fase lo jugaron contra Siria, Mamadou fue el capitán y ganaron 4 a 0.
En octavos de final, se cruzaron con Costa Rica, el 30 de octubre, empataron sin goles y fueron a penales, instancia en la que los Ticos ganaron 5 a 3. Francia, la campeona europea, quedó eliminada en la segunda fase del mundial, Doucouré jugó los 4 partidos disputados como tituar.
Volvió a ser convocado, para jugar un cuadrangular internacional en España, esta vez con la selección sub-18. Debutó con la categoría el 2 de febrero de 2016, se enfrentaron a Islas Canarias y ganaron 2 a 0. En el segundo partido, fue suplente, ingresó en el minuto 82 para enfrentar a Estados Unidos y ganaron 5 a 0. El 5 de febrero jugaron contra España y empataron sin goles, por lo que Francia logró la Copa del Atlántico.

### Participaciones en juveniles
En cursiva las competiciones no oficiales.
| Competición                                                                | Sede     | Resultado        | Partidos | Goles |
| -------------------------------------------------------------------------- | -------- | ---------------- | -------- | ----- |
| Torneo de Val-de-Marne Sub-16 de 2013                                      | Francia  | Campeón          | 3        | 0     |
| Ronda de clasificación para el Campeonato de Europa Sub-17 de la UEFA 2015 | Chipre   | Clasificó        | 2        | 0     |
| Ronda Élite para el Campeonato de Europa Sub-17 de la UEFA 2015            | España   | Clasificó        | 3        | 0     |
| Campeonato de Europa Sub-17 de la UEFA 2015                                | Bulgaria | Campeón          | 6        | 1     |
| Torneo Limoges Sub-18 de 2015                                              | Francia  | Campeón          | 3        | 0     |
| Copa Mundial Sub-17 de 2015                                                | Chile    | Octavos de final | 4        | 1     |
| Copa del Atlántico Sub-18 de 2016                                          | España   | Campeón          | 3        | 0     |

## Estadísticas

### Clubes
Actualizado al 4 de marzo de 2023.
| Club                                   | Div.          | Temporada     | Liga  | Liga  | Copas nacionales | Copas nacionales | Torneos internacionales | Torneos internacionales | Total | Total |
| Club                                   | Div.          | Temporada     | Part. | Goles | Part.            | Goles            | Part.                   | Goles                   | Part. | Goles |
| -------------------------------------- | ------------- | ------------- | ----- | ----- | ---------------- | ---------------- | ----------------------- | ----------------------- | ----- | ----- |
| Paris Saint-Germain "II" Francia       | 4-ª           | 2015-16       | 3     | 0     | ―                | ―                | ―                       | ―                       | 3     | 0     |
| Paris Saint-Germain "II" Francia       | Total club    | Total club    | 3     | 0     | 0                | 0                | 0                       | 0                       | 3     | 0     |
| Borussia Mönchengladbach · Alemania    | 1.ª           | 2016-17       | 0     | 0     | 0                | 0                | 0                       | 0                       | 0     | 0     |
| Borussia Mönchengladbach · Alemania    | 1.ª           | 2017-18       | 0     | 0     | 0                | 0                | —                       | —                       | 0     | 0     |
| Borussia Mönchengladbach · Alemania    | 1.ª           | 2018-19       | 0     | 0     | 0                | 0                | —                       | —                       | 0     | 0     |
| Borussia Mönchengladbach II · Alemania | 4.ª           | 2018-19       | 2     | 0     | —                | —                | —                       | —                       | 2     | 0     |
| Borussia Mönchengladbach · Alemania    | 1.ª           | 2019-20       | 2     | 0     | 0                | 0                | 0                       | 0                       | 2     | 0     |
| Borussia Mönchengladbach · Alemania    | Total club    | Total club    | 2     | 0     | 0                | 0                | 0                       | 0                       | 2     | 0     |
| Borussia Mönchengladbach II · Alemania | 4.ª           | 2019-20       | 10    | 0     | —                | —                | —                       | —                       | 10    | 0     |
| Borussia Mönchengladbach II · Alemania | 4.ª           | 2020-21       | 1     | 0     | —                | —                | —                       | —                       | 1     | 0     |
| Borussia Mönchengladbach II · Alemania | 4.ª           | 2021-22       | 5     | 0     | —                | —                | —                       | —                       | 5     | 0     |
| Borussia Mönchengladbach II · Alemania | 4.ª           | 2022-23       | 9     | 0     | —                | —                | —                       | —                       | 9     | 0     |
| Borussia Mönchengladbach II · Alemania | Total club    | Total club    | 27    | 0     | 0                | 0                | 0                       | 0                       | 27    | 0     |
| Total carrera                          | Total carrera | Total carrera | 32    | 0     | 0                | 0                | 0                       | 0                       | 32    | 0     |

### Selecciones
Actualizado al 28 de marzo de 2016.
Último partido citado: Alemania 4 - 1 Francia
| Sub-16 Francia | 2013/14       | -  | - | - | - | 6  | 0 | 6  | 0 |
| Sub-16 Francia | Total sel.    | -  | - | - | - | 6  | 0 | 6  | 0 |
| Sub-17 Francia | 2014/15       | 11 | 1 | - | - | 4  | 0 | 15 | 1 |
| Sub-17 Francia | 2015/16       | -  | - | 4 | 1 | 2  | 0 | 6  | 1 |
| Sub-17 Francia | Total sel.    | 11 | 1 | 4 | 1 | 6  | 0 | 21 | 2 |
| Sub-18 Francia | 2015/16       | -  | - | - | - | 5  | 0 | 5  | 0 |
| Sub-18 Francia | Total sel.    | -  | - | - | - | 5  | 0 | 5  | 0 |
| Total carrera | Total carrera | 11 | 1 | 4 | 1 | 17 | 0 | 32 | 2 |
| (1)Incluidos los datos del Campeonato de Europa Sub-17 de la UEFA (2015) (2)Incluidos los datos de la Copa Mundial Sub-17 (2015) |               |    |   |   |   |    |   |    |   |

## Palmarés

### Títulos internacionales
| Título                                 | Club (*)             | País     | Año  |
| -------------------------------------- | -------------------- | -------- | ---- |
| Campeonato de Europa Sub-17 de la UEFA | Selección de Francia | Bulgaria | 2015 |

(*) Incluyendo la selección.